# ファウード
ファウードは、雷句誠の漫画作品『金色のガッシュ!!』に登場する、架空のキャラクターである。

## 概要
正式名称は「魔導巨兵ファウード」。大昔の魔界において、魔導の術によって誕生したと伝えられている超巨大な魔物で、作中でも屈指の強さを持つとされる。誰が誕生させたのかは不明（27巻の口絵部分に製作者らしき人物の後姿が描かれているのみ）。世界を滅ぼすことができるほどの強大な力を持つため、魔界の極地に封印されていたが、リオウの一族によって人間界に転送され、封印が解かれた。封印が解かれた直後、腹ごしらえのためか鯨を丸呑みし、さらにはくしゃみだけで島を吹き飛ばしていた。
原作ではガッシュがゼオンの力を借りて発動した真の「バオウ・ザケルガ」で黒コゲになった直後、装置のタイマーが起動して魔界に帰された。ガッシュが魔界の王になった後は、他の魔物とともにガッシュに新しく人間サイズの肉体を与えられ、魔界で平和に暮らしている。
アニメ版では清麿の言動から察するに、ファウードは土から作られたものであると思われる。最後はガッシュの巨大「バオウ・ザケルガ」で破壊され、その残骸が大地の一部に還っていった。

## 兵装・能力
主砲
口から放つ巨大な超強力エネルギー波。大量のエネルギーを要するため連射は不可能。
十指砲（カーファーロウ）
両手の指からレーザーを放つ。
角の剣
首元に付いている角のようなものを外し、それを使って物理攻撃を行う。
穴の砲
体の各部にある穴から前後にビームを放つ。
水泳
その巨体と質量にもかかわらず、泳ぐことが可能。シンクロナイズドスイミングまがいの動作も可能。
高速移動
背中からエネルギーをジェット噴射し、高速で移動する。その速さは、ニュージーランドから日本まで約1時間で移動できるほど。推定計算速度はロケットエンジン搭載飛行機の持つ最高速度に相当するマッハ8前後。

## 諸機能
鍵たる石
リオウが額につけていた小型の宝石のような石の装置。後にゼオンが奪う。これを身につけた者だけがファウードを意のままに操れる。装置を身につけると、操作方法や機能が直に脳に伝わってくる。ゼオンとの最終決戦でガッシュのバオウがこれを壊してしまったため、ファウードが暴走してしまう。アニメ版ではゼオンが悪あがきで壊し意図的に暴走させられた。
異世界間転送
リオウの一族が後から取り付けた装置で、人間界と魔界の間を移動する。作中では一貫して「ファウードを魔界に帰す装置」と呼ばれている。タイマー機能があるため無人でも転送させることが可能。エネルギーは心臓から借りる。また、この装置は脳のコンピュータとリンクしているため、これで清麿はこの装置に脳から操作出来ないようにロックを掛けたり兵器の照準設定を空か海のみにする細工をした。
原作では心臓を打つ魔物に半壊され機能が停止したが、アースの修理によって再起動し、この装置によってファウードは魔界に送還された。なお、王を決める戦いが終わるとこの機能は上手く作動しないようで、人間界と魔界とのルートそのものに本の存在が何かしらの影響を与えている模様。
アニメ版ではリオウによってエネルギーをカットされたため、最後までこの装置が作動することはなかった。
瞬間移動
異世界間転送にあるもう一つの機能で、離れた場所へ瞬時に移動する。エネルギーは心臓から借りる。ファウードが人間界に出現した直後、ユーラシア大陸北部のレスカ山脈からニュージーランドへ瞬間移動した。また、清麿はこの機能を利用してファウードをケルマディック海溝に沈めようとした。
透明化
結界によって外部から存在が見えないよう透明化する。
絶対魔力防壁（マジック・シールド）
ファウードが封印されている間、脳や心臓などの重要機関を守るためのシールド。魔物の術などの魔力を無効化する。ただし、ファウード自身の魔力も無効化してしまうので、封印が解けると解除される。
回復液
肝臓から分泌される、ファウードを動かす魔力を含んだ血液から養分だけを抽出した液。体力・心の力を回復させる。飲むだけでなく体を浸すことでも効き、また魔物に限らず人間にも効く（ただし時間はかかる）。
作中でもガッシュに大ダメージを受けたリオウや、そのリオウに殺されかけた清麿もこれに体を浸すことで復活している。味は清麿いわく「不味い」らしいが、他の登場人物は（当初は清麿自身も）そんな不平は一切言わずに口にしている。なお、最初にバニキスが使った際には注射状にして使用していた。
ゴデュファの契約
ファウードの肉体に手を触れて「ゴデュファ」と唱えた者に、ファウードの細胞を与えることで桁違いの力を分け与える。
「ゴデュファ」の契約を受けた魔物はロデュウ、キース、ファンゴ、ギャロン、ジェデュンの5体。ファウードの力を得た者は容姿が変貌し、ファウードの主を倒そうとする意思を失い、主のために戦おうする。場合によっては性格も邪悪化する（キース・ジェデュンは性格にあまり変化が現れなかった模様）。それでもファウードの主に危害を加えようとした場合は、体内に侵入したファウードの細胞により肉体が崩壊してやがて死に至る。なお、「ゴデュファ」を受けた魔物は魔界へ帰ると契約が無効になり、パワーアップ前と同じ元の姿と同じ状態で復活する。
防御壁（ヘビー・シールド）
ファウード内の部屋で魔物が術を使用すると発動する室内保護のためのシールド。ウマゴン・リーヤとザルチム・ファンゴとの戦いで使用された。
移動装置
ファウードに118ヶ所ある、人や魔物をファウードの各部屋にワープさせる装置。外にも移動は可能だが普段は非常用のプログラムとして隠されている。
数の鉄扉
2階でゼオンが仕掛けていた罠で、侵入者を妨害する仕掛けの一つ。800もの扉があり、魔物の力でも中々開けられないほど重い。その中にあるたった一つの本物の扉を見つけないと通過はできない。
透明な壁
3階でゼオンが仕掛けていた罠で、敵の呪文は一切通さない。また、地面の下まで伸びており、モモンの「アグラルク」でも通過は不能。赤いボタンを押すと高密度のエネルギーに変わり、ゆっくりと動いて一度捕らえた者をその身を滅ぼすまで離さない破壊光線となる。ただし、一度捕らえられてもその上に遮蔽物が発生した場合は脱出可能。
柱
メインコントロールルームに何本も立てられている柱。内部に魔物や人間を閉じ込める機能を有する。また、この柱は魔力を通さない特殊鉱物で出来ており、柱に閉じ込められている状態では呪文は届かないのはおろか閉じ込められた魔物の呪文も発動しない。メインコントロールルーム内部の設備はこの柱に限らず全てその鉱物で出来ている。
サポートシステム
アニメ版のみの機能であり、土のようなところから魔物の分身が現れる。ザルチムいわく「本来はその魔物の術を出し続ける機能」だったが、ロデュウが使った時は肉弾戦のみだった。なお、パートナーの心の力の消耗が通常よりも激しくなる。他にもパートナーに直接ファウードの力を注ぎ込ませ心の力を増大させ、術の威力も大幅に上げることも可能。これにより前述の心の力の消耗も補える。

## 体内魔物
侵入者を排除するために、リンパ節に当たる器官から数限りなく生み出される魔物。ファウードの免疫として活動する。かなり強力で、弱い術では撃破は不可能。また、口から強力な酸を吐く能力を持つ。アニメ版では壁や床などから現れ、倒されると土のようになり崩壊する。また、器官の一部が独自の意志を持つ魔物となっている体内魔物もおり、そのほとんどが独自の名称を持っている。
ウンコティンティン
声 - 高木渉
ファウードの胃壁に上半身のみを張り出していた巨大な体内器官魔物。
自らを「知の門番」と称し、ファウードの体内に侵入した者の知能を試すことを使命としている。実際他の体内魔物に比べて頭は良く、ファウードが人間界に来ていることや王を決める戦いのことを知っていた。外見は巨大な恐ろしい髑髏のようだが実は幼稚かつ臆病な性格であり、後述のウマゴンに出題した問題の件で抗議した時の清麿の怖い顔を見て半泣きになっていた。
ファウード体内の探索に入ったガッシュ一行に様々な問題を出題するが、全て常識の範疇に収まるものであったため、次々と正解を出されてしまう。出会った時からなぜか敵対視している清麿だけには、6桁同士の掛け算の問題を出題した（出題した当の本人は答えが分からないまま）が、清麿は苦もなく即答してしまった。このまま呆気なく突破されるかと思いきや、最後に残されたウマゴンにフェルマーの最終定理の証明を出題。人語を喋ることができないウマゴンに回答は不能であるため清麿が交渉を持ちかけ、恵に自分の下品な名前を他のメンバーの前で大声で叫ばせることで問題変更のチャンスを与え、それが言葉を要しない回答が可能な問題であったため、結果的にガッシュ一行の体内進入阻止に失敗してしまう。
さらにその後、ファウードに侵入した者を排除する役割を担うため、ファウード復活の影響で胃壁から分離し完全体へと変化。再生・声マネを特技とする謎のアヒル「フェニックス」のついた下半身を現し、巨大な海賊風の姿になった。袖に多くの強力な武器を隠し持っており、そのふざけた名前や性格からは想像できないほどの高い戦闘能力を見せた。体内探索を進めるガッシュ一行の前に再び出現し、清麿を救おうとしたウォンレイと対峙する。声マネを駆使し、お互いの姿が見えないウォンレイペアを翻弄するなど、小狡い戦法でウォンレイも追い詰めるが、姿が見えなくとも抜群の連携を見せるウォンレイとリィエンの力を「真の力」と認め、「お前、男じゃねえか」と発言したり、それに答えるかのように真っ向から挑んだりするような正々堂々とした面も見られた。最終的にはウォンレイとリィエンの決死の連携により、最終的に自爆にまで追いつめられた。なお、胃の試練において恵にセクハラ行為をしたり、再度出現した時にも彼女に対する下品な願望を語るなど、恵に対して何かしら気があったらしい。
アニメ版では試練においての恵へのセクハラ行為がカットされ、代わりに清麿に自分に謝らせることでチャンスを与えようとした。また、完全体になっていたが、侵入してきたバリーの「ゾニス」によってファウードの胃液に落とされるという呆気ない最期を遂げた。
心臓を打つ魔物
声 - 佐藤晴男
ファウードの封印が解かれる前までその心臓を鈍器でひたすら打ち続けていた巨大な体内器官魔物。
封印以来ずっとその使命に専念していたためか、ファウードが人間界に移動していたことや魔界と人間界の間を移動させる装置が設置されていたことを知らなかった。また、封印中は持ち場から離れられない代わりに絶対魔力防壁が働き、魔物の術は通用しない状態だった。
ファウード復活後は完全体へと変化し、外敵を排除する役割を担うようになる。背中から複数のパイプを生やし、そこからファウードの回復液を吸収することでダメージを受けたそばから回復できるという驚異的な能力を持ち、他にも最後の手段として体を無数に炎の鞭に変える能力も持つ。ゼオンによるファウード強奪後、彼の命令で「ファウードを魔界に帰す装置」を破壊すべく、アース・カルディオと対決。一時はファウードを魔界に還す装置を半壊させ、同時にアースたちを追いつめたが、カルディオの捨て身の最大呪文で全身を凍らされ、直後にアースが投げた「ヴァルセーレの剣」によって砕け散った。
アニメ版では、リオウに操られてテッドとチェリッシュの対決に乱入。チェリッシュの本を燃やしたが、怒りを爆発させたテッドの「マキシマム・ナグル」によって一撃で倒されるという、強大な能力を持つ割にウンコティンティン同様呆気ない最期を遂げた。
デゴスミア
ファウードの透明な壁の部屋で、キースと共にガッシュたちを迎え撃った体内魔物。3つの頭を有しており、キースからは「デゴス」の愛称で呼ばれている。
力は強いが頭が悪く、ガッシュ一行を標的にするよう指示したキースの命令を理解出来ずに誤ってバリーの方へと攻撃を仕掛けた。ゴデュファでパワーアップしたキースの「ギガノ・ギニス」を喰らっても全然平気という頑健さを見せたが、直後のバリーの「アラドム・ゴウゾニス」によって瞬殺された。
ウンコティンティン2世
多数の腕を持ち、コンピューターの操作に特化している。清麿が掛けたファウードのコンピューターロックを外そうとしていた。